# Maresciallo del Portogallo
L'ufficio di Maresciallo del Regno del Portogallo (in portoghese Marechal do Reino de Portugal, talvolta Mariscal) fu creato da re Ferdinando I del Portogallo nel 1382, durante la riorganizzazione degli alti uffici del Regno del Portogallo. Il Maresciallo era direttamente subordinato al Connestabile del Portogallo (in portoghese Condestável), ed era principalmente responsabile delle questioni amministrative e logistiche.
Gonçalo Vasques de Azevedo fu il primo Maresciallo del Regno nel 1382. L'ufficio passò poi a suo genero, Gonçalo Vasques Coutinho, e fu mantenuto all'interno della famiglia Coutinho (vedi Conti di Marialva) fino all'Unione iberica del 1580. Dopo la restaurazione del Portogallo nel 1640, la carica fu ricreata da Giovanni IV del Portogallo e mantenuta per alcuni anni.

## Lista dei Marescialli del Regno del Portogallo
Di seguito l'elenco degli aventi diritto. La data si riferisce all'anno approssimativo di nomina.
1. Gonçalo Vasques de Azevedo – 1383
2. Gonçalo Vasques Coutinho, signore di Couto de Leomil – 1385
3. Vasco Fernandes Coutinho, I conte di Marialva – 1413 circa.
4. D. Fernando (I) Coutinho – c. 1450
5. D. Álvaro Gonçalves Coutinho – c. 1480
6. D. Fernando (II) Coutinho – c. 1500
7. D. Álvaro Coutinho – c. 1530
8. D. Fernando (III) Coutinho – c. 1560
9. D. Fernando (IV) Coutinho – c. 1578
10. D. Fernando de Mascarenhas, I conte di Serém – 1643
11. D. Jorge de Mascarenhas, II conte di Serém – 1650